# Ucraina la Jocurile Olimpice de vară din 2016
Ucraina a participat la Jocurile Olimpice de vară din 2016 de la Rio de Janeiro în perioada 5 – 21 august 2016, cu o delegație de 206 de sportivi, care a concurat în 22 de sporturi. Cu un total de 11 medalii, inclusiv două de aur, s-a aflat pe locul 31 în clasamentul final.

## Participanți
Delegația ucraineană a cuprins 206 de sportivi: 87 de bărbați și 119 de femei (rezervele la fotbal, handbal, hochei pe iarbă și scrimă nu sunt incluse). Cel mai tânăr atlet din delegație a fost gimnasta Anastasiia Vozneak (17 ani), cel mai bătrân a fost călărețul Ulrich Kirchhoff (49 de ani).
| Sport            | Masculin | Feminin | Total |
| ---------------- | -------- | ------- | ----- |
| Atletism         | 19       | 46      | 65    |
| Badminton        | 1        | 1       | 2     |
| Box              | 4        | 1       | 5     |
| Caiac canoe      | 4        | 5       | 9     |
| Canotaj          | 4        | 4       | 8     |
| Ciclism          | 3        | 4       | 7     |
| Echitație        | 4        | 1       | 5     |
| Gimnastică       | 5        | 8       | 13    |
| Haltere          | 4        | 4       | 8     |
| Înot sincron     | —        | 9       | 9     |
| Judo             | 4        | 3       | 7     |
| Lupte            | 6        | 5       | 11    |
| Natație          | 5        | 2       | 7     |
| Navigație        | 3        | 0       | 3     |
| Pentatlon modern | 2        | 1       | 3     |
| Sărituri în apă  | 3        | 4       | 7     |
| Scrimă           | 5        | 9       | 14    |
| Tenis            | 2        | 5       | 7     |
| Tenis de masă    | 1        | 1       | 2     |
| Tir              | 6        | 2       | 8     |
| Tir cu arcul     | 1        | 3       | 4     |
| Triatlon         | 1        | 1       | 2     |
| Total            | 87       | 119     | 206   |

## Medalii

### Medaliați
| Medalie | Nume                                                      | Sport            | Probă                         | Dată      |
| ------- | --------------------------------------------------------- | ---------------- | ----------------------------- | --------- |
| Aur     | Oleh Verneaiev                                            | Gimnastică       | Paralele                      | 16 august |
| Aur     | Iurii Ceban                                               | Caiac canoe      | C-1 sprint 200 m              | 18 august |
| Argint  | Serhii Kuliș                                              | Tir              | Pușcă cu aer comprimat 10 m   | 8 august  |
| Argint  | Oleh Verneaiev                                            | Gimnastică       | Individual compus             | 10 august |
| Argint  | Olha Harlan Alina Komașciuk Olena Kravațka Olena Voronina | Scrimă           | Sabie feminin pe echipe       | 13 august |
| Argint  | Jan Beleniuk                                              | Lupte            | 85 kg greco-roman masculin    | 15 august |
| Argint  | Pavlo Tîmoșcenko                                          | Pentatlon modern | Proba masculină               | 20 august |
| Bronz   | Olha Harlan                                               | Scrimă           | Sabie feminin                 | 8 august  |
| Bronz   | Bohdan Bondarenko                                         | Atletism         | Săritura în înălțime masculin | 16 august |
| Bronz   | Dmîtro Ianciuk Taras Mișciuk                              | Caiac canoe      | C-2 sprint 1000 m             | 20 august |
| Bronz   | Hanna Rizatdinova                                         | Gimnastică       | Individual compus feminin     | 20 august |

### Medalii după sport
| Sport            | Aur | Argint | Bronz | Total |
| Gimnastică       | 1   | 1      | 1     | 3     |
| Caiac canoe      | 1   | 0      | 1     | 2     |
| Scrimă           | 0   | 1      | 1     | 2     |
| Pentatlon modern | 0   | 1      | 0     | 1     |
| Tir              | 0   | 1      | 0     | 1     |
| Lupte            | 0   | 1      | 0     | 1     |
| Atletism         | 0   | 0      | 1     | 1     |
| Total            | 2   | 5      | 4     | 11    |

## Scrimă
Masculin
| Sportiv                                                        | Probă            | Primul tur             | Al doilea tur         | Al treilea tur        | Sfert de finală       | Semifinală             | Finala mică/Finala mare | Finala mică/Finala mare |
| Sportiv                                                        | Probă            | Adversar Scor          | Adversar Scor         | Adversar Scor         | Adversar Scor         | Adversar Scor          | Adversar Scor           | Loc                     |
| -------------------------------------------------------------- | ---------------- | ---------------------- | --------------------- | --------------------- | --------------------- | ---------------------- | ----------------------- | ----------------------- |
| Anatolii Herei                                                 | Spadă individual | PAS                    | Kauter (SUI) P 9–15   | Nu a avansat          | Nu a avansat          | Nu a avansat           | Nu a avansat            | Nu a avansat            |
| Dmîtro Kariucenko                                              | Spadă individual | Rodríguez (COL) P 7–15 | Nu a avansat          | Nu a avansat          | Nu a avansat          | Nu a avansat           | Nu a avansat            | Nu a avansat            |
| Bohdan Nikișîn                                                 | Spadă individual | PAS                    | Jiao Yl (CHN) C 15–11 | Steffen (SUI) P 14–15 | Nu a avansat          | Nu a avansat           | Nu a avansat            | Nu a avansat            |
| Anatolii Herei Dmîtro Kariucenko Maksîm Hvorost Bohdan Nikișîn | Spadă pe echipe  | N/A                    | N/A                   | PAS                   | Rusia (RUS) · C 45–32 | Italia (ITA) · P 33–45 | Ungaria (HUN) · P 37–39 | 4                       |
| Andrii Iahodka                                                 | Sabie individual | N/A                    | Abedini (IRI) P 9–15  | Nu a avansat          | Nu a avansat          | Nu a avansat           | Nu a avansat            | Nu a avansat            |

Feminin
| Sportiv                                                              | Probă              | Primul tur    | Al doilea tur          | Al treilea tur           | Sfert de finală               | Semifinală                                        | Finala mică/Finala mare                   | Finala mică/Finala mare |
| Sportiv                                                              | Probă              | Adversar Scor | Adversar Scor          | Adversar Scor            | Adversar Scor                 | Adversar Scor                                     | Adversar Scor                             | Loc                     |
| -------------------------------------------------------------------- | ------------------ | ------------- | ---------------------- | ------------------------ | ----------------------------- | ------------------------------------------------- | ----------------------------------------- | ----------------------- |
| Olena Krîvîțka                                                       | Spadă individual   | PAS           | Shin A-l (KOR) C 15–14 | Rembi (FRA) P 7–9        | Nu a avansat                  | Nu a avansat                                      | Nu a avansat                              | Nu a avansat            |
| Kseniia Pantelieieva                                                 | Spadă individual   | PAS           | Embrich (EST) P 3–15   | Nu a avansat             | Nu a avansat                  | Nu a avansat                                      | Nu a avansat                              | Nu a avansat            |
| Iana Șemiakina                                                       | Spadă individual   | PAS           | Hurley (USA) C 14–13   | Nakano (JPN) P 8–11      | Nu a avansat                  | Nu a avansat                                      | Nu a avansat                              | Nu a avansat            |
| Olena Krîvîțka Kseniia Pantelieieva Anfisa Pocikalova Iana Șemiakina | Spadă pe echipe    | N/A           | N/A                    | Brazilia (BRA) · C 45–32 | China (CHN) · P 42–34         | Semifinală de 5-8 · Coreea de Sud (KOR) · P 34–45 | Finală pt. loc 7 · Franța (FRA) · P 38–45 | 8                       |
| Olha Leleiko                                                         | Floretă individual | PAS           | Guyart (FRA) P 9–15    | Nu a avansat             | Nu a avansat                  | Nu a avansat                                      | Nu a avansat                              | Nu a avansat            |
| Olha Harlan                                                          | Sabie individual   | PAS           | González (MEX) C 15–8  | Komașciuk (UKR) C 15–8   | Gulotta (ITA) C 15–4          | Egorian (RUS) P 9–15                              | Brunet (FRA) C 15–10                      | 3                       |
| Alina Komașciuk                                                      | Sabie individual   | PAS           | Gregorio (ITA) C 15–14 | Harlan (UKR) P 8–15      | Nu a avansat                  | Nu a avansat                                      | Nu a avansat                              | Nu a avansat            |
| Olena Kravațka                                                       | Sabie individual   | PAS           | Muhammad (USA) P 13–15 | Nu a avansat             | Nu a avansat                  | Nu a avansat                                      | Nu a avansat                              | Nu a avansat            |
| Olha Harlan Alina Komașciuk Olena Kravațka Olena Voronina            | Sabie pe echipe    | N/A           | N/A                    | N/A                      | Coreea de Sud (KOR) · C 45-40 | Italia (ITA) · C 45-42                            | Rusia (RUS) · P 30-45                     | 2                       |